# Zhezqazghan Qalasy
Zhezqazghan Qalasy är ett distrikt i Kazakstan.   Det ligger i oblystet Qaraghandy, i den centrala delen av landet, 500 km sydväst om huvudstaden Astana.